# Мария Шимокович
Мария Шимокович (на сръбски: Марија Шимоковић) е сръбска преводачка, поетеса и писателка.

## Биография и творчество
Мария Шимокович е родена на 21 април 1947 г. в Суботица, Социалистическа автономна област Войводина, Социалистическа република Сърбия, СФРЮ. Завършва основно и средно училище в Суботица. Следва специалност философия, естетика и етика във Философско-историческия факултет на Белградския университет.
Прави преводи на статии, есета и други материали от унгарски на сръбски за югославски и сръбски медии.
Първата ѝ книга, стихосбирката „Сам човек“, е издадена през 1972 г. Удостоена е с множество награди за поетичното си творчество. Първият ѝ роман „Сценографија за ветар“ (Вятърни пейзажи) е издаден през 2002 г.
Мария Шимокович живее в Белград.

## Произведения

### Поезия
- Сам човек (1972)[1][2]
- Ишчекујући Јону (1976)
- Не бој се, ту сам (1980)
- Мајстор жудње (1983)
- Небески бицикл (1987)
- Слагање времена (1992)
- Пољубац Густава Климта, изабране и нове песме (1993)
- Међуречје (1998)
- Киновар (2007)
- Кутија од песка (2011) – избрано
- Чувари привида (2012)
- Дневник раздаљине (2014)
- Позајмљена светлост (2018)

### Самостоятелни романи
- Сценографија за ветар (2002, 2003)[1][2]
- Велосипед господина Вермеша (2010)[3]
- Читач трагова (2020)

## Награди
- Югославски младежки поетичен фестивал във Върбас 1974 г. – първа награда[1][2]
- Награда за книга на 1987 година на Дружеството на писателите на Войводина за „Небески бицикл“ (Небесен велосипед)
- Награда за творчество „Д-р Ференц Бодрогвари“ 1988 г. за „Небесен велосипед“
- Награда „Д-р Ференц Бодрогвари“ 1992 г. за „Слагање времена“ (Време за подреждане)
- Награда „Бранко Милкович“ за най-добра стихосбирка за 2007 г. за „Киновар“
- Змаева награда 2012 г. на Матица сръбска за „Чувари привида“ (Пазители на илюзиите)
- Награда „Стеван Пешич“ 2015 г. за „Дневник раздаљине“ (Дневник на раздялата)